# Tirade (retorica)
Een tirade (van het Italiaanse tirata dat "ruk" betekent) is een omslachtige aanklacht of aanmaning, die veelal op theatrale wijze wordt gepresenteerd.
De 'Toespraak tot de hoofden van Lebak' in Multatuli's Max Havelaar is waarschijnlijk de beroemdste tirade uit de Nederlandse literatuur. Evengoed kan men de epiloog van hetzelfde boek tegen de liefdeloze wijze waarop de Nederlanders hun  kolonialisme bedrijven in Indonesië een tirade noemen.